# Китайское письмо
Кита́йское письмо́ (трад. и яп. 漢字, упр. 汉字, с.-кит. hànzì, кант. honjih, хокло hàn-jī, хакка hon-sṳ, яп. кандзи, кор. ханча) — логографическая система письма, возникшая в Китае. В отличие от фонетического письма, каждому иероглифу приписано не только чтение, но и значение, из-за чего число знаков в китайском письме очень велико.
Китайское письмо используется для записи китайских языков, а также частично японского и корейского. До середины XX века китайское письмо  использовалось также для записи вьетнамского и чжуанского языков.

## История

### Докитайские неолитические надписи
В 1962 году при раскопках неолитического поселения Цзяху на реке Хуанхэ обнаружены надписи на панцирях черепах, напоминающие по начертанию древнейшие китайские иероглифы. Хотя письменность Цзяху неолитической культуры Пэйлиган (около 6600 г. до н. э.) внешне напоминает современные китайские иероглифы, это сходство обманчиво, поскольку древние прототипы современных китайских иероглифов выглядели иначе. Хронологической преемственности между символами Цзяху и древнейшими китайскими иероглифами нет — скорее всего, это была тупиковая ветвь письменности или вообще не письменность.
Согласно традиционным легендам о создании письменности, до изобретения иероглифов использовалось узелковое письмо. Создание иероглифов приписывают Цан Цзе, писарю мифического императора Хуан-ди, жившему в 3-м тысячелетии до нашей эры.

### Эпохи Шан и Чжоу

Бычья лопатка с гадательной надписью

Древнейшие иероглифические надписи находят на гадательных костях, бронзовых сосудах и бамбуковых дощечках. Все три материала использовались уже в эпоху Шан, однако бамбуковые дощечки сохранились лишь с гораздо более поздних периодов. Реже с древности сохранились надписи на других материалах — глиняных горшках, драгоценных камнях и т. д.
Надписи на гадательных костях — преимущественно черепашьих панцирях и бычьих лопатках — показывают, что китайское письмо к тому времени (XVII веку до н. э.) было уже полностью сложившимся и используемым для записи, однако о его предшествующих формах достоверно неизвестно. Письмо гадательных костей имеет некоторую вариативность и классифицируется по своему происхождению на множество разновидностей. Впервые гадательные кости были обнаружены в 1899 году; к настоящему времени раскопано более 150 тыс. их фрагментов.
Древнейшие надписи на бронзовых сосудах относятся даже к более раннему времени, чем древнейшие гадательные кости, однако такие надписи обычно составляют лишь один или два иероглифа с подписью в виде кланового имени. Надписи на ритуальной бронзе становятся значительно более частыми в Западной Чжоу. Чжоуские надписи на бронзе достаточно однородны, так как создавались под управлением правителя, но в них проглядывается постепенная эволюция знаков письма.

### Эпоха Сражающихся царств
В период Сражающихся царств китайское письмо было представлено несколькими различными разновидностями в разных царствах. С той эпохи сохранилось множество надписей на самых разных носителях: не-ритуальной бронзе, камне, монетах, печатях, керамике, лакированных сосудах, шёлке и т. д. К этому времени относятся и сохранившиеся бамбуковые книги.
После завоевания прото-китайских царств царством Цинь иероглифы были унифицированы. Потомком циньского письма является и современное иероглифическое письмо, начиная с канцелярского письма, появившегося в конце эпохи Сражающихся царств.
В эпоху Хань произошёл окончательный переход от древнего к современному письму. Древние формы иероглифов к тому времени использовались лишь в декоративных целях — например, на печатях, из-за чего получили название «печатное письмо» (篆書). Стандартный вариант древнего письма, основанный на письме Цинь, стал называться «малым печатным», тогда как иные формы древнего письма называют «большим печатным».

### Современное письмо

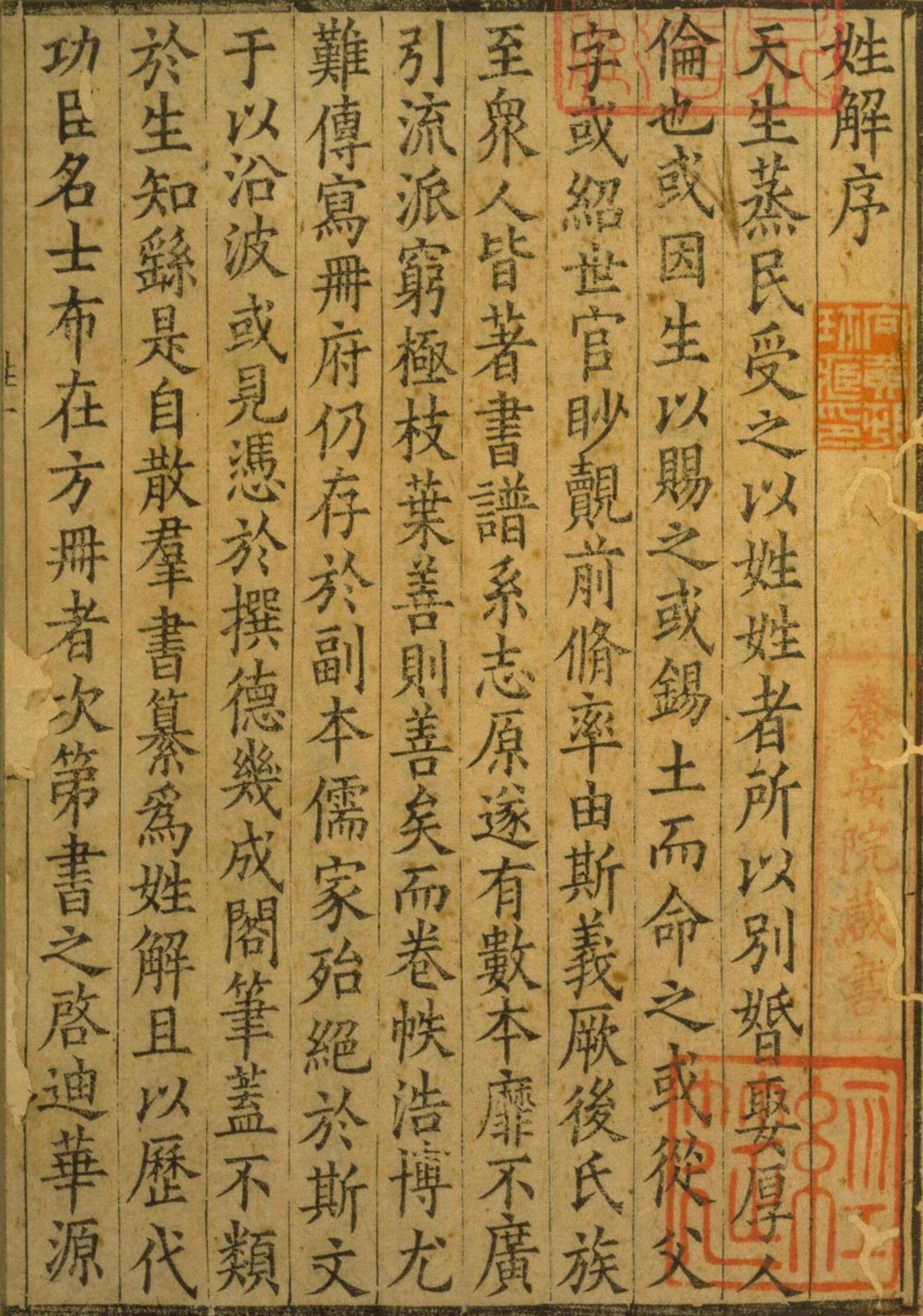
Печатная книга эпохи Сун, написанная уставным письмом

Канцелярское письмо (隸書) развилось из обиходной формы циньского письма к концу эпохи Сражающихся царств. Параллельно ему на рубеже нашей эры возникло курсивное письмо (草書). В поздней Хань из новых форм канцелярского письма развился полукурсив (行書).
Уставное письмо (楷書) основано на смешении канцелярского письма и полукурсива. Оно появилось в III веке н. э., но доминирующим стало лишь в V веке. При империи Суй (581—618) владение уставным письмом стало требоваться от сдающих императорские экзамены, что подкрепило положение этого стиля письма, остающегося доминирующим и по сей день.
К середине первого тысячелетия нашей эры древнекитайский язык преобразовался в среднекитайский, который, в свою очередь, разделился и дал начало современным китайским языкам на рубеже тысячелетий. Одновременно классический китайский, а с ним и китайское письмо, перенимались носителями не-китайских языков: чжуанского, вьетнамского, японского, корейского и т. д. Постепенно китайским письмом стали записывать не только классический китайский, но и современные языки, что иногда приводило к значительным его изменениям. Так, например, в Японии из китайских иероглифов, использованных фонетически, появилась слоговая азбука кана.
В разных странах иероглифическая письменность по-разному пережила XX век. Во Вьетнаме и Корее она была упразднена в пользу латиницы и хангыля соответственно. В Японии и КНР независимо провели реформу иероглифов, что породило японские новые формы иероглифов и китайские упрощённые иероглифы. На Тайване, в Гонконге и Макао продолжают употребляться традиционные китайские иероглифы.

## Типы иероглифов
Китайские иероглифы — логографическое письмо, то есть они передают целые слова или морфемы, включая их смысл и звуковую форму. В китайских языках, корейском и вьетнамском один иероглиф записывает один слог. В японском языке, из-за особенностей его фонетики, в китайских чтениях онъёми один иероглиф может обозначать одну-две моры, в японских чтениях кунъёми на один иероглиф может приходиться до пяти мор (как в словах 承る укэтамавару или 志 кокородзаси).
У иероглифов нет собственных значений как таковых. Иероглифы записывают конкретные слова устного языка, которые имеют как звуковую форму, так и значение. Например, иероглиф 木, будучи пиктограммой — рисунком дерева — записывает древнекитайское слово /*mˤok/ «дерево», а также производные от него слова современных языков (кант. muhk, с.-кит. mù, хокло bo̍k и ba̍k, яп. boku и moku, и т. д.), но не может записывать другие слова со значением «дерево» (樹 /*mtoʔs/, 叢 /*dzˤoŋ/, 柴 /*dzˤrej/ и т. д.). Лишь в японском письме иероглифы часто используются «по смыслу» для исконно японских слов (например, иероглиф 木 записывает как китайские морфемы boku и moku, так и исконно японское слово ki «дерево»), тогда как для других языков синосферы такое использование редко. Значительно чаще как в древнекитайском, так и в современных китайских языках встречаются фонетические заимствования, когда иероглиф используется для записи нескольких созвучных, но не связанных между собой слов с разным значением.
Существует множество классификаций иероглифов по структуре. Традиционная классификация выделяет шесть типов: изобразительные пиктограммы (象形), абстрактные («указательные») пиктограммы (指事), составные идеограммы (會意), изменённые идеограммы (轉注), фонетические заимствования (假借) и фоноидеограммы (形聲). Подавляющее большинство иероглифов принадлежат к фоноидеограммам, то есть состоят из части, подсказывающей чтение, и части, подсказывающей значение. Не все иероглифы, однако, поддаются однозначному анализу в традиционной классификации, поэтому в современных классификациях категории могут быть иными.

### Семантограммы
Часть иероглифов являются простыми пиктограммами, изображающими то, что обозначают записываемые ими слова. Обычно такие пиктограммы обозначают животных, людей, части тела, простые предметы окружающего мира.
| 人 | человек         | niŋ     | ȵĭĕn¹    | yàhn  | ngìn        | rén      | nêng         | ìng          | jîn         | jin   | nin   | in    |
| 山 | гора            | sŋrar   | ʃæn¹     | sāan  | sân         | shān     | súing        | săng         | san / soaⁿ  | san   | sen   | san   |
| 目 | глаз            | mruk    | mĭuk⁴    | muhk  | muk         | mù       | mù           | mŭk / mĕ̤k    | bo̍k / ba̍k   | boku  | moku  | mok   |
| 月 | луна; месяц     | ŋʷat    | ŋĭwɐt⁴   | yuht  | ngia̍t       | yuè      | ngṳè         | nguŏk        | goa̍t / goe̍h | getsu | gachi | wŏl   |
| 日 | солнце; день    | nik     | ȵĭĕt⁴    | yaht  | ngit        | rì       | nì           | nĭk          | ji̍t         | jitsu | nichi | il    |
| 木 | дерево          | mˤok    | muk⁴     | muhk  | muk         | mù       | mù           | mŭk          | bo̍k / ba̍k   | boku  | moku  | mok   |
| 車 | повозка; машина | tqʰrA   | tɕʰĭa¹   | chē   | chhâ        | chē      | chiá         | chiă         | chhia       | sha   | sha   | ch’a  |
| 行 | дорога; идти    | ɡˤraŋ   | ɣɐŋ¹     | hàhng | hàng        | xíng     | ǎing / giǎng | hèng / giàng | hêng / kiâⁿ | kō    | gyō   | haeng |
| 馬 | лошадь          | mˤraʔ   | ma²      | máh   | mâ          | mǎ       | mǎ           | mā           | má / bée    | ba    | me    | ma    |
| 水 | вода            | sturʔ   | ɕwi²     | séui  | súi         | shuǐ     | sṳ̌           | cūi          | súi / chúi  | sui   | sui   | su    |
| 火 | огонь           | qʷʰˤəjʔ | xuɑ²     | fó    | fó          | huǒ      | hǒ           | huō / huōi   | hóⁿ / hóe   | ka    | ka    | hwa   |
| 口 | рот             | kʰˤroʔ  | kʰəu²    | háu   | khiéu / héu | kǒu      | kě           | kēu / kāu    | khó͘ / kháu  | kō    | ku    | ku    |
| 肉 | мясо            | knuk⁴   | ȵĭuk     | yuhk  | ngiuk       | ròu / rù | nṳ̀           | nṳ̆k          | jio̍k / he̍k  | jiku  | niku  | yuk   |
| 雨 | дождь           | ɢʷraʔ   | ɣĭu²     | yúh   | yí          | yǔ       | ṳ̀ / hṳ̄       | ṳ̄ / huô      | ú / hǒ͘      | u     | u     | u     |
| 門 | ворота          | mˤər    | muən¹    | mùhn  | mùn         | mén      | mô̤ng         | muòng        | bûn / mûi   | bon   | mon   | mun   |
| 刀 | нож             | tˤaw    | tɑu¹     | dōu   | tô          | dāo      | dáu          | dŏ̤           | to          | tō    | to    | to    |
| 川 | река            | tl̥un    | tɕʰĭwɛn¹ | chyūn | chhôn       | chuān    | chṳ́ing       | chuŏng       | chhoan      | sen   | sen   | ch'ŏn |

В сложных пиктограммах можно рассмотреть элементы простых:
| 見 | 人 «человек» с преувеличенным 目 «глазом» | видеть | kˤens | kien³   | gin    | kien   | jiàn | gi̿ng  | giéng      | kiàn / kìⁿ    | ken | ken | kyŏn  |
| 果 | 木 «дерево» с выделенными плодами         | плод   | kˤorʔ | kuɑ²    | gwó    | kó     | guǒ  | guǎ   | guō / guōi | kó / kóe      | ka  | ka  | kwa   |
| 泉 | 水 «вода», текущая из родника             | родник | sɢʷar | dzĭwɛn¹ | chyùhn | chhièn | quán | cṳ̂ing | ciòng      | choân / chôaⁿ | sen | zen | ch'ŏn |
| 眉 | 目 «глаз» под бровью                      | бровь  | mrər  | mi¹     | mèih   | mì     | méi  | mî    | mì         | bî / bâi      | bi  | mi  | mi    |

Встречаются пиктограммы с указателями на отдельные элементы, например, от 木 «дерево» произведены 本 «корень; начало» (с чертой снизу) и 末 «макушка; конец» (с чертой сверху); от 刀 «нож» произведён 刃 «лезвие» (с чертой на лезвии).
Часть пиктограмм являются абстрактными:
| 一 | один      | ʔit   | ĭĕt⁴  | yāt    | yit  | yī    | ĭ      | ék       | it            | itsu  | ichi  | il    |
| 二 | два       | nijs  | ȵi³   | yih    | ngi  | èr    | nī     | nê       | jī            | ji    | ni    | i     |
| 三 | три       | srum  | sɑm¹  | sāam   | sâm  | sān   | sáng   | săng     | sam / saⁿ     | san   | san   | sam   |
| 小 | маленький | sewʔ  | sĭɛu² | síu    | séu  | xiǎo  | siǎu   | siēu     | siáu / sió    | shō   | shō   | so    |
| 回 | вращаться | ɢʷˁəj | ɣuɒi¹ | wùih   | fì   | huí   | hô     | huòi     | hôe           | kai   | e     | hoe   |
| 上 | верх      | daŋʔs | ʑĭaŋ³ | seuhng | song | shàng | ciōng  | siông    | siāng / chiōⁿ | shō   | jō    | sang  |
| 下 | низ       | ɡˁraʔ | ɣa²   | hah    | hâ   | xià   | hā / à | hâ / â   | hǎ / hěe / ěe | ka    | ge    | ha    |
| 凸 | выпуклый  | —     | duət⁴ | daht   | thu̍t | tū    | tŭ     | dŏk / tū | tu̍t           | totsu | tochi | ch'ŏl |
| 凹 | вогнутый  | —     | au¹   | aau    | âu   | āo    | áu     | ău       | au            | ō     | yō    | yo    |

Иероглифы-идеограммы образованы из простых пиктограмм. Они обычно неделимы по смыслу на составные части, передают цельное абстрактное значение:
| 立 | 人 «человек», стоящий на земле                        | стоять       | krəp   | lĭĕp⁴    | lahp  | li̍p    | lì       | lì           | lĭk           | li̍p          | ryū    | ryū    | rip   |
| 並 | два 人 «человека», стоящие на земле                   | стоять рядом | bˁeŋʔ  | bieŋ²    | bihng | pin    | bìng     | bèng / piāng | bêng / piâng  | pěng         | hei    | byō    | pyŏng |
| 出 | 止 «нога», выходящая из помещения                     | выходить     | tkʰut  | tɕʰĭuĕt⁴ | chēut | chhut  | chū      | chṳ̆          | chók          | chhut        | shutsu | shuchi | ch’ul |
| 休 | 人 «человек», отдыхающий под тенью 木 «дерева»        | отдыхать     | qʰru   | xĭəu¹    | yāu   | hiû    | xiū      | hiú          | hiĕu          | hiu          | kyū    | ku     | hyu   |
| 宿 | 人 «человек» в 宀 «помещении», спящий на 𠀬 «циновке» | спать        | suk    | sĭuk⁴    | sūk   | siuk   | sù / xiǔ | siu̿          | sé̤ṳk          | siok / sok   | shuku  | suku   | suk   |
| 共 | изображение двух 又 «рук», подносящих сосуд           | подносить    | kroŋʔs | ɡĭwoŋ³   | guhng | khiung | gòng     | gō̤ng         | gâe̤ng / gê̤ṳng | kiōng / kāng | kyō    | ku     | kong  |
| 伐 | 人 «человек», которого убивают 戈 «копьём»            | рубить       | mpat   | bĭwɐt⁴   | faht  | phat   | fá       | huă          | huăk          | hoa̍t / hoa̍h  | hatsu  | bochi  | pŏl   |
| 曰 | 口 «рот» с выходящей из него чертой                   | говорить     | ɢʷat   | ɣĭwɐt⁴   | yuht  | yet    | yuē      | uā           | uăk           | oa̍t          | etsu   | ochi   | wal   |

Небольшое число иероглифов состоят одновременно из нескольких элементов-семантиков, например, 鳴 «щебетать, чирикать, петь (о птицах)» или 吠 «лаять».

### Фонограммы

#### Фонетические заимствования
Уже на этапе древнего письма пиктограммы стали использоваться не только для слов, чьи значения они изображают, но и для созвучных с ними иных слов. Например:
- иероглиф 其 изображает корзину и записывает слово /*kə/ «корзина». Он был заимствован для слова /*ɡə/ «он», а для слова /*kə/ «корзина» был создан иероглиф 箕, с 其 в качестве фонетика и семантиком 竹 «бамбук».
- иероглиф 止 изображает стопу и записывает слово /*təʔ/ «стопа». Он был заимствован для слова /*təʔ/ «стоять», а для слова /*təʔ/ «стопа» был создан иероглиф 趾, с 止 в качестве фонетика и семантиком 足 «нога».
- иероглиф 北 изображает двух людей, стоящих друг к другу спинами, и записывает слово /*pˁəks/ «спина». Он был заимствован для слова /*pˤək/ «север», а для слова /*pˁəks/ «спина» был создан иероглиф 背, с 北 в качестве фонетика и семантиком 肉 «плоть».
- иероглиф 莫 изображает солнце, скрытое травой и деревом, и записывает слово /*mˤaks/ «закат». Он был заимствован для слова /*mˤak/ «нет», а для слова /*mˤaks/ «закат» был создан иероглиф 暮, с 莫 в качестве фонетика и семантиком 日 «солнце».

Фонетические заимствования могли записывать не только слова сами по себе, но и их отдельные фонетические вариации. Например, в «Каноне стихов» есть фраза 日居月諸 /*nik-ka ŋʷat-ta/ «О Солнце! О Луна!», где 居 /*-ka/ и 諸 /*-ta/ — ассимилированные формы восклицательной частицы вроде 乎 /*wa/.
В современных языках фонетические заимствования часто используются для передачи слов иностранного происхождения.

#### Структура «фонетик — семантик»
Подавляющее большинство иероглифов состоят из фонетика (части, указывающей на чтение) и семантика (части, указывающей на значение).
Например, иероглиф 京 используется фонетически в следующих иероглифах:
| 京 | столица    | kraŋ   | kĭɐŋ¹  | gīng   | kîn   | jīng  | géng       | gĭng          | keng / kiaⁿ | kei   | kyō  | kyŏng |
| 鯨 | кит        | ɡraŋ   | ɡĭɐŋ¹  | kìhng  | kîn   | jīng  | géng       | gĭng          | keng        | kei   | gyō  | kyŏng |
| 黥 | клеймить   | ɡraŋ   | ɡĭɐŋ¹  | kìhng  | kîn   | qíng  | géng       | gĭng          | keng        | kei   | gyō  | kyŏng |
| 景 | пейзаж     | kraŋʔ  | kĭɐŋ²  | gíng   | kín   | jǐng  | gěng       | gīng          | kéng        | kei   | kyō  | kyŏng |
| 憬 | осознать   | kʷraŋʔ | kĭwɐŋ² | gíng   | kín   | jǐng  | gěng       | gīng          | kéng        | kei   | kyō  | kyŏng |
| 影 | тень       | qraŋʔ  | ĭɐŋ²   | yíng   | yáng  | yǐng  | ěng / iǒ̤ng | īng / ōng     | éng / iáⁿ   | ei    | yō   | yŏng  |
| 弶 | сачок      | ɡaŋs   | ɡĭaŋ³  | kéuhng | kiong | jiàng | kiōng      | gióng         | kiāng       | kyō   | gō   | kang  |
| 涼 | прохладный | raŋ    | lĭaŋ¹  | lèuhng | liòng | liáng | liō̄ng      | liòng / liăng | liâng / niô͘ | ryō   | rō   | ryang |
| 諒 | извинять   | raŋs   | lĭaŋ³  | leuhng | liong | liàng | liōng      | liông         | liāng       | ryō   | rō   | ryang |
| 掠 | грабить    | rak    | lĭak⁴  | leuhk  | lio̍k  | lüè   | liŏ̤        | liŏk          | lia̍k / lia̍h | ryaku | raku | ryak  |

Иероглиф 生 используется фонетически в следующих иероглифах:
| 生 | жить             | sreŋ      | ʃɐŋ¹    | sāng / sāang  | sên / sâng      | shēng | sáing / sáng  | sĕng / săng    | sṳng / seⁿ     | sei | shō | saeng  |
| 牲 | жертва           | sreŋ      | ʃɐŋ¹    | sāng / sāang  | sên / sâng      | shēng | sàing / sàng  | sĕng / săng    | sṳng / seⁿ     | sei | shō | saeng  |
| 笙 | губной орга́н     | sreŋ      | ʃɐŋ¹    | sāng          | sên             | shēng | sàing         | sĕng           | sṳng           | sei | shō | saeng  |
| 甥 | племянник        | sreŋ      | ʃɐŋ¹    | sāng / sāang  | sên / sâng      | shēng | sàng          | sĕng           | sṳng           | sei | shō | saeng  |
| 星 | звезда           | s-tsʰˤeŋ  | sieŋ¹   | sīng          | sên             | xīng  | sáing         | sĭng           | seng / chheⁿ   | sei | shō | sŏng   |
| 醒 | просыпаться      | s-tsʰˤeŋʔ | sieŋ²   | síng / séng   | siáng           | xǐng  | siáng         | chiāng         | séng / chhéⁿ   | sei | shō | sŏng   |
| 青 | синий            | sr̥ˁeŋ     | tsʰieŋ¹ | chīng / chēng | chhîn / chhiâng | qīng  | chéng / cháng | chĭng / chăng  | chheng / chheⁿ | sei | shō | ch'ŏng |
| 清 | чистый           | tsʰeŋ     | tsʰĭɛŋ¹ | chīng         | chhîn           | qīng  | chéng         | chĭng / chiăng | chheng / chheⁿ | sei | shō | ch'ŏng |
| 晴 | ясный (о погоде) | N-tsʰeŋ   | dzĭɛŋ¹  | chìhng        | chhìn           | qíng  | câng          | cìng / sàng    | chêng / chêⁿ   | sei | shō | ch'ŏng |
| 靜 | тихий            | dzeŋ      | dzĭɛŋ²  | jihng         | chhin           | jìng  | càng          | cêng / sâng    | chěng / chĕⁿ   | sei | jō  | chŏng  |

Семантики могут использоваться для различения частных значений слов: например, слово 取 «брать» в частном значении «брать в жёны» записывается как 娶.
Двусложные слова, неделимые на отдельные корни, часто записываются парой иероглифов с одинаковыми семантиками, например, 珊瑚 *sˤran gˤa «коралл» или 葡萄 *bˤa lˤu «виноград». Встречаются более сложные случаи, например, в слове 鳳凰 *brums ɢʷˤaŋ «феникс» первый иероглиф состоит из фонетика 凡 *brom и семантика 鳥, а второй произведён из фонетика 皇 *ɢʷˤaŋ и ассимилированной части 凡 из первого иероглифа.
С изменением фонетики древнекитайского языка элементы-фонетики в иероглифах могли переосмысляться. Например, слово *n̥rəʔ «стыд» записывалось иероглифом 恥 — из фонетика 耳 *nəʔ и семантика 心 «сердце», используемого в словах со значениями чувств и эмоций. В позднем древнекитайском эти слова стали произноситься как 恥 *ṭʰiəᴮ и 耳 *ńəᴮ — перестали быть созвучными, поэтому иероглиф 恥 был переинтерпретирован в 耻 с фонетиком 止 *tśəᴮ.

### Дифференциация иероглифов
Некоторые иероглифы, будучи заимствованными фонетически или семантически, записывали сразу несколько слов. Кроме того, некоторые иероглифы были изначально не связаны друг с другом, но были схожи по форме. Впоследствии для различения разных слов, записываемых одинаковыми или схожими иероглифами, к ним могли прибавлять не несущие смысла «дополняющие элементы» (飾筆). Часто дополняющими элементами бывают простые точки, черты, круги, а также формы 口, 寸, 工, 夕, 厶. Например:
- 玉 «драгоценный камень» был схож в написании с 王 «царь», для различения получил точку
- 夫 «взрослый человек» писался как 大, для различения получил верхнюю черту
- 月 «луна» писался так же, как 夕, для различения получил черту внутри
- 君 *qur от созвучного 尹 *mqurʔ добавлением 口
- 弘 *ɢʷˤəŋ «сильный» от созвучного 弓 *kʷəŋ «лук (оружие)» добавлением 厶
- 右 *ɢʷəʔ «правая сторона» от 又 *ɢʷəʔs «правая рука» добавлением 口 и отзеркаливанием (в современном письме 又 заменено на 𠂇)

Некоторые иероглифы были образованы сокращением элементов. Например, иероглиф 世 для слова *l̥aps «поколение; поросль» образован сокращением пиктографического иероглифа 枼 для слова *l̥ap «лист», изображающего листья на дереве (ныне *l̥ap «лист» пишется 葉).
В некоторых случаях форма иероглифов менялась путём замены одного из радикалов на синонимичный, например:
- в иероглифе 閒 «промежуток» с радикалом 月 «луна» имеет вариант 間 с радикалом 日 «солнце».
- иероглиф 家 *kˤra «дом» изначально состоял из семантика 宀 «крыша» и фонетика 𢑓 *kˤra «самец свиньи» (позднее то же слово писалось 豭). Позднее фонетик был искажён, заменившись на 豕 «свинья».
- иероглиф 好 был фонетически заимствован для слова *n̥ˤuʔ «хороший». Его предполагаемое изначальное значение — *bˤuʔ «обнимать» (ныне пишется 抱), он связан с иероглифом 包 заменой радикала 人 на синонимичный 女, и радикала 巳 на его альтернативную форму 子.

### Другие типы иероглифов
Лигатуры изредка встречаются уже в древнем письме. Например, иероглиф 百 «сотня» изначально писался фонетически как 白, в нынешней же форме является лигатурой из 一 «один» и 白 «сотня».
В Средневековье, а также в современных китайских языках, встречаются лигатуры с отрицательными частицами (不 или 勿), например:
- 歪 «кривой» (от 不正 «не прямой»)
- 奀 «мелкий» (от 不大 «не большой»)
- 㬟 шанх. ven «ещё не»
- 甭 с.-кит. béng «не нужно»
- 𣍐 хокло bǒe «не мочь»

Некоторые лигатуры являются чисто декоративными, как 囍 «двойное счастье» (часто встречается на свадебных церемониях). Другие являются сокращениям целых слов, как редкий иероглиф 圕 «библиотека» (из 圖書館). В японском письме встречаются фонетические лигатуры, вроде 麿 маро (и 麻 и 呂) и 粂 кумэ (из 久 и 米).

Примеры декоративных лигатур
囍 «двойное счастье»
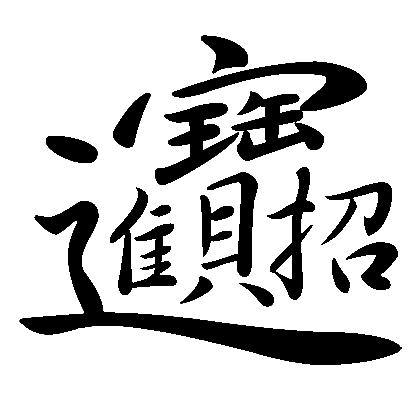
Надпись 招財進寶, означающая пожелание финансового благополучия
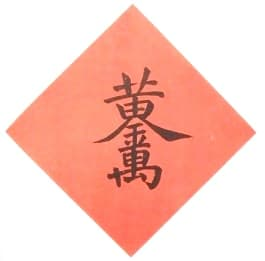
Лигатура 黄金萬兩

Небольшое число иероглифов составлены по принципу «разрезанного чтения» (反切) — в них первый радикал обозначает инициаль, а второй — финаль.
- иероглиф 矧 для слова /*l̥inʔ/ «также, тоже» древнекитайского языка состоит из 矢 /*l̥ijʔ/ и 引 /*linʔ/
- иероглиф 羑 для слова /*ɢʷəʔ/ «вести, наставлять» древнекитайского языка состоит из 羊 /*ɢaŋ/ и 久 /*kʷəʔ/
- иероглиф 𤈦 () для слова hóe «огонь» языка хокло состоит из 火 hóⁿ и 尾 bóe

Иероглифы могут заимствоваться из других письменностей:
- 卍 «свастика»
- 〇 «ноль» от западного знака ноля (0)
- 歹 dǎi «плохой» в севернокитайском от буквы ꡊ письма Пагба-ламы

Японские сокращённые иероглифы рякудзи с элементами катаканы
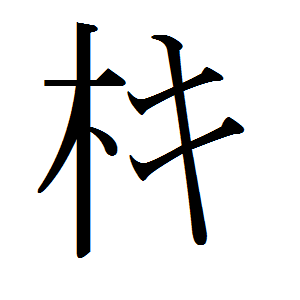
機 ки → 木 + キ
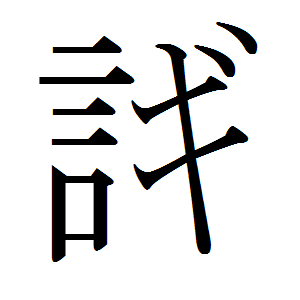
議 ги → 言 + ギ
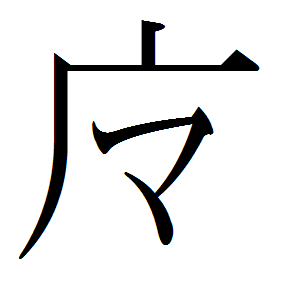
魔、摩 ма → 广 + マ

## Структура

### Простые элементы
Иероглифы можно разложить на отдельные элементы (部件), которые в свою очередь состоят из черт. Например, иероглиф 私 состоит из 禾 и 厶, иероглиф 分 — из 八 и 刀, и т.д. Некоторые иероглифы неделимы на элементы, как 車, 木, 目 или 心. Иероглифы могут делиться на элементы рекурсивно: так, иероглиф 想 состоит из 相 и 心, а 相 в свою очередь состоит из 木 и 目.
Некоторые иероглифы имеют разные формы в качестве элементов других иероглифов, например:
- 水 может выглядеть как 氵
- 火 — как 灬
- 犬 — как 犭
- 肉 — как ⺼
- 刀 — как 刂
- 手 — как 扌
- 心 — как 忄, и т.д.

Элементы иероглифов могут иметь разную структуру, в том числе:
- вертикальную ⿰ (好, 部, 件) или ⿲ (街, 班, 辯)
- горизонтальную ⿱ (昌, 号, 召) или ⿳ (鼻, 曼, 率)
- описанную ⿺ (進, 建, 題), ⿵ (同, 問, 向), ⿷ (區, 匠, 匣) и т.д.
- вложенную ⿴ (國, 圍, 回)
- наложенную ⿻ (坐, 乘, 噩)

В словарях иероглифов, построенных по графическому признаку, иероглифы группируются по элементам, называемым ключами (部首). Один иероглиф имеет только один ключ, хотя может состоять из нескольких простых элементов. В современных словарях обычно используется набор из 214 ключей, основанный на списке ключей словаря Канси.

### Черты
В современном китайском письме знаки состоят из ограниченного набора черт.
| Черта | Юникод | Описание                  | Название          | Название               | Название          | Название                       | Название      |
| Черта | Юникод | Описание                  | япон.             | кант.                  | мандар.           | хокло                          | вьет.         |
| ----- | ------ | ------------------------- | ----------------- | ---------------------- | ----------------- | ------------------------------ | ------------- |
|       | ㇔     | точка                     | 點 ten            | 點 dím                 | 點 diǎn           | 點 tiám                        | 枕 chấm       |
|       | ㇐     | горизонтальная черта      | 橫 yoko           | 橫 / 劃 wàahng / waahk | 橫 héng           | 劃 oe̍h                         | 𬃈昂 sổ ngang |
|       | ㇑     | вертикальная черта        | 豎 tate           | 豎 / 戙 syuh / duhng   | 豎 / 直 shù / zhí | 徛 khṳǎ                        | 𬃈𫆡 sổ dọc   |
|       | ㇀     | восходящая черта          | 跳 hane           | 挑 / 趯 tīu / tīk      | 挑 / 提 tiāo / tí | 挑 thio                        | 迄 hất        |
|       | ㇏     | откидная вправо           | 右払 migi-harai   | 捺 naaht               | 捺 nà             | 拖刀 / 裁刀 thoa-to / chhâi-to | 莫 mác        |
|       | ㇒     | откидная влево            | 左払 hidari-harai | 撇 pit                 | 撇 piě            | 短撇 té-phiat                  | 𢵪 phẩy       |
|       |        | крюк                      | 鉤 kagi           | 鉤 ngāu                | 鉤 gōu            | 鉤 kau                         | 鈢 móc        |
|       |        | изогнутая откидная влево  | 左反 hidari-sori  | 彎 wāan                | 彎 wān            | 長撇 tn̂g-phiat                 | 𢏣 cong       |
|       |        | изогнутая откидная вправо | 右反 migi-sori    | 曲 / 斜 kūk / chèh     | 曲 / 斜 qū / xié  | 蹺 / 斜 khiau / siâ            | 迎 nghiêng    |

Черты в иероглифах пишутся в определённом порядке. Общие принципы: иероглиф пишется сверху вниз, слева направо, горизонтальные черты перед вертикальными, внутренние части перед внешними и т. д. Стандартный порядок черт может отличаться в разных странах.
| Различные порядки черт иероглифа 必 |                  |        |     |
| Ортодоксальный                      | Тайвань, Гонконг | Япония | КНР |

## Использование иероглифов по языкам

### Вьетнамский
Китайская письменность проникла во Вьетнам в I веке и стала употребляться во вьетнамском языке в качестве письменной системы. Слова, заимствованные из классического китайского, сохраняли своё написание, тогда как для исконно вьетнамских слов создавались собственные иероглифы. После 1945 года иероглифическое письмо было отменено. В качестве замены стали использовать алфавитную письменность на основе латиницы. На данный момент во Вьетнаме осталось мало следов иероглифической письменности.

### Кантонский
Большинство иероглифов, используемых в кантонском языке, являются общими для всех языков Синосферы, включая японский, севернокитайский, хакка и т. д. Существует, однако, множество сугубо кантонских иероглифов, таких как 乜 māt «что», 靚 leng «красивый», 佢 kéuih «он», 瞓 fan «спать», 氼 meih «нырять, плавать», 𣎴 dán «пень», 冇 móuh «не иметь», 孻 lāai «последний», 滘 gaau «водное колесо», 氹 táhm «пруд», 甩 lāt «отпадать». Некоторые из них упоминаются уже в времена Средневековья.
В кантонском языке довольно часто используются составные иероглифы с семантиком 口 «рот; устный», а не простые фонетические заимствования. Например,
- 喺 hái «быть (где-то)» от созвучного 係 haih
- 唔 m̀h «не» от созвучного 吾 ǹgh
- 嘅 ge «(частица принадлежности)» от созвучного 既 gei
- 嗰 gó «тот» от созвучного 個 go
- 嚟 làih «приходить» от созвучного 黎 làih
- 唞 táu «отдыхать» от созвучного 抖 dáu
- 嘢 yéh «вещь» от созвучного 野 yéh
- 咁 gam «очень» от созвучного 甘 gām

### Корейский
До создания хангыля корейский язык был, можно сказать, бесписьменным. Классический китайский язык преобладал в письме Кореи вплоть до XX века. Даже после изобретения хангыля некоторые тексты на корейском языке писались смешанным письмом — китайские слова писались иероглифами, тогда как корейские записывались хангылем. Особенно эта практика распространилась в годы японского управления Кореей.
Ныне корейский язык записывается исключительно хангылем, однако ханча всё ещё преподаётся в школах и используется в некоторых контекстах, особенно в Южной Корее.

### Севернокитайский
В севернокитайском языке значительно чаще (по сравнению с другими китайскими языками) используются фонетические заимствования. 
Например:
- частица принадлежности de записывается по созвучию иероглифом 的 dì «яркий»
- частица отрицания méi записывается по созвучию иероглифом 沒 mò «тонуть»
- слово hěn «очень» записывается по созвучию иероглифом 很 hěn «жестокий, ярый»
- слово zhè «это» записывается иероглифом 這, искажённым из созвучного 遮 zhē «заслонять, прикрывать»
- слово shénme «что» записывается по созвучию иероглифами 什麼 (из 什 shí «десяток» и 麼 mó «мелкий»)

К сугубо севернокитайским иероглифам относятся 找 zhǎo «искать», 跑 pǎo «бежать», 們 men «(показатель множественности)», 您 nín «Вы», 疼 téng «болезненный, болящий» и другие. Некоторые севернокитайские иероглифы, такие как 那 nà «тот» и 他 tā «он», встречаются уже во времена Средневековья.

### Хакка
В отличие от других языков Синосферы, у хакка не сложилось развитой письменной традиции. Некоторые слова хакка, родственные кантонским, могут записываться кантонскими иероглифами. Специфические для языка хакка иероглифы включают 𠊎 ngài «я», 𫣆 ên «мы», 儕 sà «человек», 𠖄 tûng «прятать», 岃 in «холм» и т. д.

### Хокло
Первые упоминания о собственных иероглифах в Фуцзяни относятся ко временам империи Тан. К иероглифам, специфичным для хокло, относятся 囝 kiáⁿ «ребёнок», 𪜶 () in «они», 囥 khǹg «класть; прятаться», 𣍐 () bōe «не мочь», 𫝛 () siâng «одинаковый» и т.д.
В языке хокло крайне распространено различие книжных и просторечных чтений иероглифов. Книжные чтения восходят к среднекитайскому языку, тогда как просторечные зачастую происходят из протоминьского языка, отделившегося от древнекитайского во II веке н. э. Кроме того, в хокло некоторые иероглифы подбираются к словам по смыслу, сродни с кунъёми в японском. Например, иероглиф 肉 имеет чтения jio̍k (книжное, из среднекитайского), he̍k (просторечное, из протоминьского) и bah (из неизвестного некитайского языка).

### Японский
Китайская письменность проникла в Японию в III веке через Корейский полуостров. После Второй мировой войны в Японии были произведены ряд реформ в письменности. Были созданы «Перечень употребимых иероглифов» (当用漢字表 тоːёː кандзихёː) и «Перечень иероглифов, употребляемых в именах людей (人名用字表 дзиммэйёː дзихёː), включавшие частичные упрощения иероглифов (которые были названы 新字体 синдзитай). Однако в литературных произведениях иероглифы могли использоваться без ограничений.
Для японского письма характерно крайне широкое использование гетерограмм, то есть китайских иероглифов, записывающих исконно японские слова. Собственно китайские чтения иероглифов называют онъёми («фонетические чтения») — их разделяют по времени заимствования на гоон и канъон. Японские чтения иероглифов называют кунъёми («приписанные чтения»).
Кроме того, японская слоговая азбука кана восходит к иероглифам в курсивной форме.
Некоторое количество иероглифов были созданы в самой Японии, такие знаки называют кокудзи. К ним относятся, например, 辻 цудзи («перекрёсток», идеограмма из элементов «идти» и «крест»), 栃 тоти, 峠 то: гэ («перевал», идеограмма из элементов «гора», «верх» и «низ»), 働く хатараку («трудиться», идеограмма из элементов «человек» и «движение») и так далее.

## Региональные формы иероглифов

Иероглиф 返 в разных региональных начертаниях. Слева направо:
КНР, Тайвань, Гонконг, Япония, Корея

Варианты иероглифа 龜 «черепаха», собранные около 1800 г. из печатных источников. Традиционная форма 龜 (слева) используется на Тайване и в Гонконге. Упрощённая форма 龟 (не изображена) используется в Китае, а упрощённая форма 亀 (верхний ряд; третий справа) используется в Японии.

В разных регионах существуют разные стандарты для форм иероглифов.

### Традиционные иероглифы
«Традиционными» называют иероглифы, не подвергшиеся упрощению КНР и Японии. В советском и российском востоковедении их также называют «полными».
В то же время в разных странах, где используются традиционные иероглифы, их начертание иногда различается. Наиболее ортодоксальное написание, основанное на формах из словаря императора Канси, используется в Корее для ханча и в Японии для дореформенных иероглифов кюдзитай. В КНР для традиционных иероглифов официально приняты «Новые формы иероглифов» (新字形) — они слегка отличаются от ортодоксальных «старых форм».
На Тайване традиционные иероглифы часто отличаются от японских и корейских. В Гонконге используется свой вариант традиционных иероглифов, иногда совпадающий с тайваньскими, иногда — с «новыми формами» КНР.

### Упрощённые иероглифы (Китай)

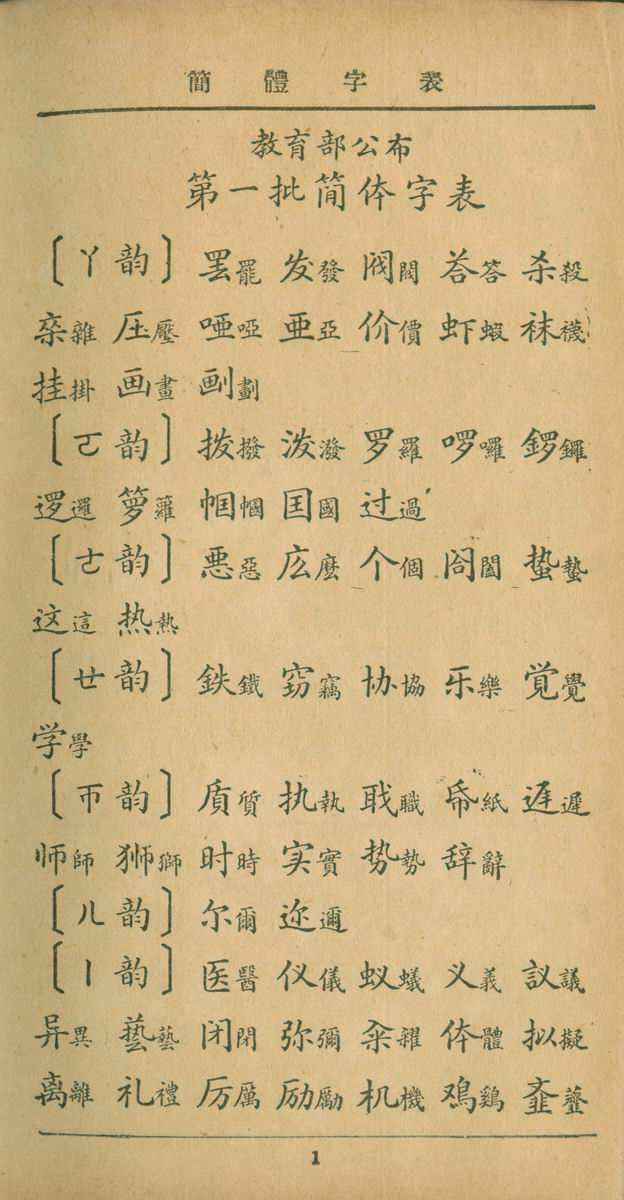
Страница из проекта упрощения иероглифов 1935 года, отменённого в 1936 году

В начале XX-го китайские левые интеллектуалы призывали к упрощению иероглифов. Они считали, что иероглифы мешают распространению грамотности. Так, писатель Лу Синь утверждал, что «если не изжить иероглифы, Китай будет погублен» (漢字不滅，中國必亡). Ещё в 1930-х республиканское правительство в Китае планировало реформу написания иероглифов. В 1935 году Минобразования КР опубликовало список из 324 упрощённых иероглифов, однако год спустя из-за оппозиции внутри Гоминьдана этот проект был отозван.
В 1956 году упрощение иероглифов было проведено в КНР. Во многом это упрощение базировалось на республиканском проекте 1935 года. Большая часть упрощённых иероглифов была основана на скорописных курсивных формах.
В 1977-86 годах в КНР была произведена попытка ещё большего упрощения иероглифов. Детали внедрения «второго этапа упрощения» до сих пор по большей части неизвестны и остаются засекречены. Эти новые формы были плохо приняты обществом и в конечном итоге правительство КНР решило свернуть реформу.

Примеры иероглифов из отменённого второго этапа упрощения
具
直
真
南
皿
血
商

Независимо от КНР, в 1969 году в Сингапуре было проведено своё упрощение иероглифов. Сингапурский набор упрощённых иероглифов отличался от китайского. В 1974 и 1967 годах этот проект дополнялся и пересматривался, но в 1993 году власти Сингапура официально приняли проект упрощения КНР. Его же приняли власти Малайзии в 1981 году.

### Новые формы иероглифов (Япония)
В 1946 году в Японии был опубликован список Тоё-кандзи, в котором введен «новые формы иероглифов» (синдзитай). Одновременно произошёл отказ от старой орфографии каны.

### В Юникоде
Технически знаковые символы письменностей, основанных на китайской, называют аббревиатурой англ. CJK, от сокращения слов «китайский», «корейский» и «японский» (англ. Chinese, Japanese, Korean), или англ. CJKV, с добавлением «вьетнамский» (англ. Vietnamese).
Основная область китайских иероглифов в Юникоде — U+4E00…U+9FA5 (20 902 позиции). Для редко используемых символов отведена область U+20000…U+2A6D6 (42 711 позиций). Есть также несколько вспомогательных областей.
В Юникоде многие варианты иероглифов объединены в одну кодовую позицию. Например, символ с кодом U+4EE4 будет иметь разные формы в разных шрифтах: 令 (Япония и Корея), 令 (Тайвань и Гонконг), 令 (КНР). Правильное начертание выбирается за счёт использования соответствующего шрифта. Браузеры могут это осуществлять автоматически, если текст на веб-странице помечен как относящийся к тому или иному языку с помощью тега lang.
Часть вариантов, обычно относящихся к упрощённым иероглифам КНР, в Юникоде разделены. Например, традиционная форма 兩 имеет код U+5169, японская форма 両 — U+4E21, китайская упрощённая форма 两 — U+4E24. Традиционные и упрощённые иероглифы представлены разными кодами, в частности, из-за неоднозначного соответствия между ними (нескольким традиционным иероглифам может соответствовать один упрощённый).
Некоторые варианты различаются как средствами шрифтов, так и в Юникоде (с помощь блока CJK Compatibility Ideographs). Например, код U+8F38 можно показать разными формами (ортодоксальная 輸 и современная 輸) средствами шрифтов, но также для этих форм существуют отдельные глифы U+2F9DF и U+FAC2.
| Корея | Тайвань | Гонконг | Япония | КНР (трад.) | КНР (упр.) |
| ----- | ------- | ------- | ------ | ----------- | ---------- |
| 令    | 令      | 令      | 令     | 令          | 令         |
| 与    | 与      | 与      | 与     | 与          | 与         |
| 刃    | 刃      | 刃      | 刃     | 刃          | 刃         |
| 海    | 海      | 海      | 海     | 海          | 海         |
| 化    | 化      | 化      | 化     | 化          | 化         |
| 外    | 外      | 外      | 外     | 外          | 外         |
| 畵    | 畫      | 畫      | 画     | 畫          | 画         |
| 骨    | 骨      | 骨      | 骨     | 骨          | 骨         |
| 奐    | 奐      | 奐      | 奐     | 奂          | 奂         |
| 角    | 角      | 角      | 角     | 角          | 角         |
| 輸    | 輸      | 輸      | 輸     | 輸          | 输         |
| 次    | 次      | 次      | 次     | 次          | 次         |
| 爲    | 為      | 為      | 為     | 為          | 为         |
| 情    | 情      | 情      | 情     | 情          | 情         |
| 示    | 示      | 示      | 示     | 示          | 示         |
| 神    | 神      | 神      | 神     | 神          | 神         |
| 草    | 草      | 草      | 草     | 草          | 草         |
| 道    | 道      | 道      | 道     | 道          | 道         |
| 雇    | 雇      | 雇      | 雇     | 雇          | 雇         |
| 說    | 說      | 説      | 説     | 説          | 说         |
| 溫    | 溫      | 温      | 温     | 温          | 温         |
| 衞    | 衛      | 衞      | 衛     | 衛          | 卫         |
| 眞    | 真      | 真      | 真     | 真          | 真         |
| 爲    | 為      | 為      | 為     | 為          | 为         |
| 幷    | 并      | 并      | 并     | 并          | 并         |

## Количественные показатели

### Число иероглифов
Число иероглифов невозможно точно определить. Крупные китайские, тайваньские и японские словари содержат в среднем около 50 тыс. иероглифов, однако подавляющее большинство из них — редкие варианты написания для более употребимых иероглифов. Современные крупнейшие словари и базы иероглифов, включающие также вьетнамские и чжуанские знаки, содержат более 150 тыс. иероглифов.
Большинство иероглифов являются общими для всех языков, использующих иероглифическое письмо, однако в каждом языке существуют и некоторые специфические для него иероглифы. Три-четыре тысячи наиболее употребимых иероглифов покрывают 99 % текстов (как в китайских языках, так и в японском).
В разных странах существуют стандартные списки иероглифов, утверждающие их количество, состав и формы написания:
- в КНР официально принят «Стандартный список употребимых иероглифов» (通用规范汉字表), содержащий 8105 знаков, и разделённый на три раздела (3500, 3000 и 1605 иероглифов соответственно). Иероглифы из первого раздела этого списка покрывают почти все современные тексты на севернокитайском языке, тогда как иероглифы из третьего раздела используются крайне редко. В дополнение этот стандарт имеет список из 2574 традиционных иероглифов с их упрощёнными формами.
- в Гонконге официально используется «Список форм частоупотребимых иероглифов» (常用字字形表), содержащий 4762 знака.
- на Тайване официально принят «Стандартный список форм частоупотребимых иероглифов» (常用國字標準字體表), содержащий 4808 знаков. Кроме него, существуют дополнительные списки «Рекомендованных иероглифов для тайваньского языка» (臺灣台語推薦用字) из 700 знаков и «Рекомендованных иероглифов для письма на тайваньском хакка» (臺灣客家語書寫推薦用字) из 305 знаков.
- в Японии существуют списки Дзёё-кандзи («частоупотребимые кандзи», 2136 иероглифов) и Дзиммэйё-кандзи («кандзи для имён», 863 иероглифов). Последний, хотя формально называется «списком кандзи для личных имён», фактически включает кандзи, не используемые в именах, но тем не менее частоупотребимые. Кодировка JIS X 0208, покрывающая почти все тексты на японском, содержит 6355 кандзи.
- в Южной Корее в школах преподаётся список «Основные иероглифы для изучения [классического] китайского» (漢文敎育用基礎漢字 한문 교육용 기초 한자), содержащий 1800 иероглифов.

### Число черт
Простейшие иероглифы могут состоять всего из одной черты (как 一 «один»).
Иероглиф с самым большим числом черт — японская лигатура 𱁬 () тайто из 84 черт, состоящая из 䨺 тай «эпитет для облаков» и 龘 то: «эпитет для полёта дракона». Ему приписывают значение фамилии или имени. Примеров его употребления, впрочем, не существует, то есть он является юрэй-модзи. Впервые он фиксируется лишь в 1960-х годах.
Из однозначно существующих иероглифов, включенных в крупные словари, крупнейшими по числу черт являются 𪚥 () и 𠔻 (), оба с 64 чертами. Иероглиф 𪚥 () является вариантной формой иероглифа 讋 «многословный, болтливый», а об иероглифе 𠔻 () известно только чтение (совпадает с 政), но не значение. Оба они известны с XI века, но также не имеют примеров употребления.
В символике и ритуалах китайских тайных обществ были распространены сложные эзотерические иероглифы. Некоторые из них впоследствии уходили в народный обиход. Например, из одного такого иероглифа тайных обществ произошли иероглиф 𱟛 () soih /soiʔ²/ (64 черты) из чаошаньского языка, иероглиф  zuí /tsuei²¹/ (62 черты) из юго-западного мандаринского языка, и иероглиф 𰻞 () biáng /piaŋ²⁴/ (58 черт), используемый в названии шэньсийской лапши «Бянбян» (𰻞𰻞麵).

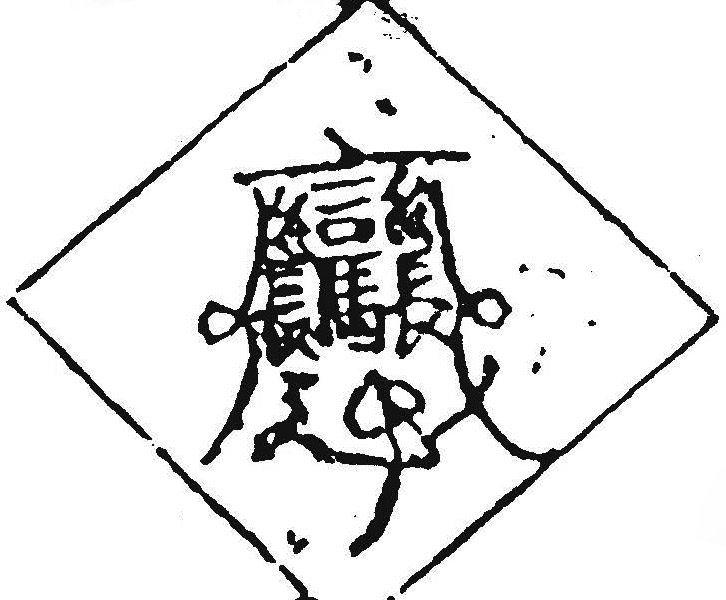
Символ, используемый тайным обществом в эпоху Мин
Чаошаньский иероглиф soih (64 черты)
Чунцинский иероглиф zuí (62 черты)
Шэньсийский иероглиф biáng (58 черт)

Из сравнительно употребимых иероглифов крупнейшим по числу черт является севернокитайский иероглиф 齉 nàng «заложенный (о носе)» с 36 чертами.

## Направление письма
Традиционное направление в китайском письме — сверху вниз, столбцами справа налево. В некоторых случаях (например, на вывесках) использовалось горизонтальное письмо справа налево.
В XX веке стал широко использоваться также «европейский» способ письма — горизонтально слева направо. В КНР и Северной Корее сейчас почти всегда используется горизонтальное письмо. В Японии, Южной Корее и на Тайване вертикальное письмо часто используется в художественной литературе и в газетах; в научных изданиях практически всегда используют горизонтальное письмо.

## Пунктуация
В ранней китайской печати пунктуация практически не использовалась. В современных иероглифических текстах используется пунктуация по образцу европейской. Формы знаков пунктуации слегка отличаются, они, как и иероглифы, вписываются в воображаемый квадрат. В частности, используются следующие знаки:
。 — точка, пишется в середине воображаемого квадрата на Тайване и в Гонконге или снизу слева в Китае и Японии;
、 — каплевидная запятая, используется как европейская запятая в Японии, или только для перечисления однородных членов в Китае и на Тайване;
， — запятая, используется в Китае и на Тайване для разделения частей предложения. Редко используется в Японии;
！ — знак восклицания;
？ — знак вопроса;
· — точка посередине, используется в западных именах для разделения имени и фамилии;
「 」 — знаки цитирования, используются на Тайване, в Гонконге и в Японии. Для вложенных цитат используются белые знаки цитирования: 「『 』」;
" " — кавычки, используются для цитирования в Китае. Для вложенных цитат используются одинарные кавычки: " ' ' ";
【 】 — квадратные скобки, используются в словарях для выделения заголовка статьи, а также неформально как знаки цитирования;
《 》 — кавычки для заголовков книг, фильмов и т.д.;
～ — тильда, используется в числовых промежутках (например, 5～20);
… — многоточие, часто встречается в виде шести точек (……)

## Типографика
К концу первого тысячелетия в Китае было создано книгопечатание. По мере его распространения и угасания рукописной традиции, формы иероглифов унифицировались. Современные китайские шрифты основаны на уставном письме, однако его черты стали менее вариативными по толщине — в таком виде их было проще вырезать на деревянных блоках для ксилографической печати.

Примеры современных шрифтов
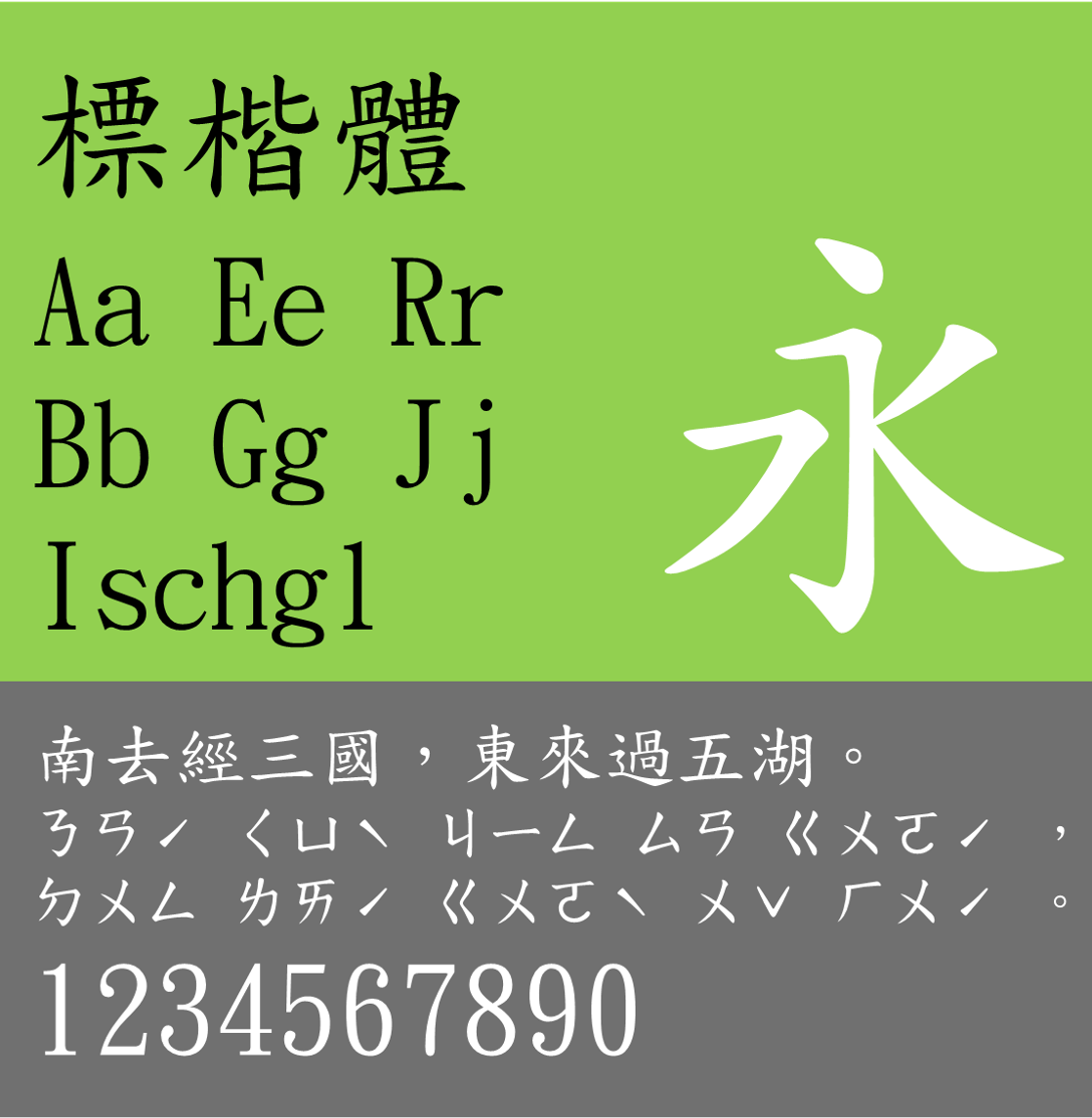
тип Кай
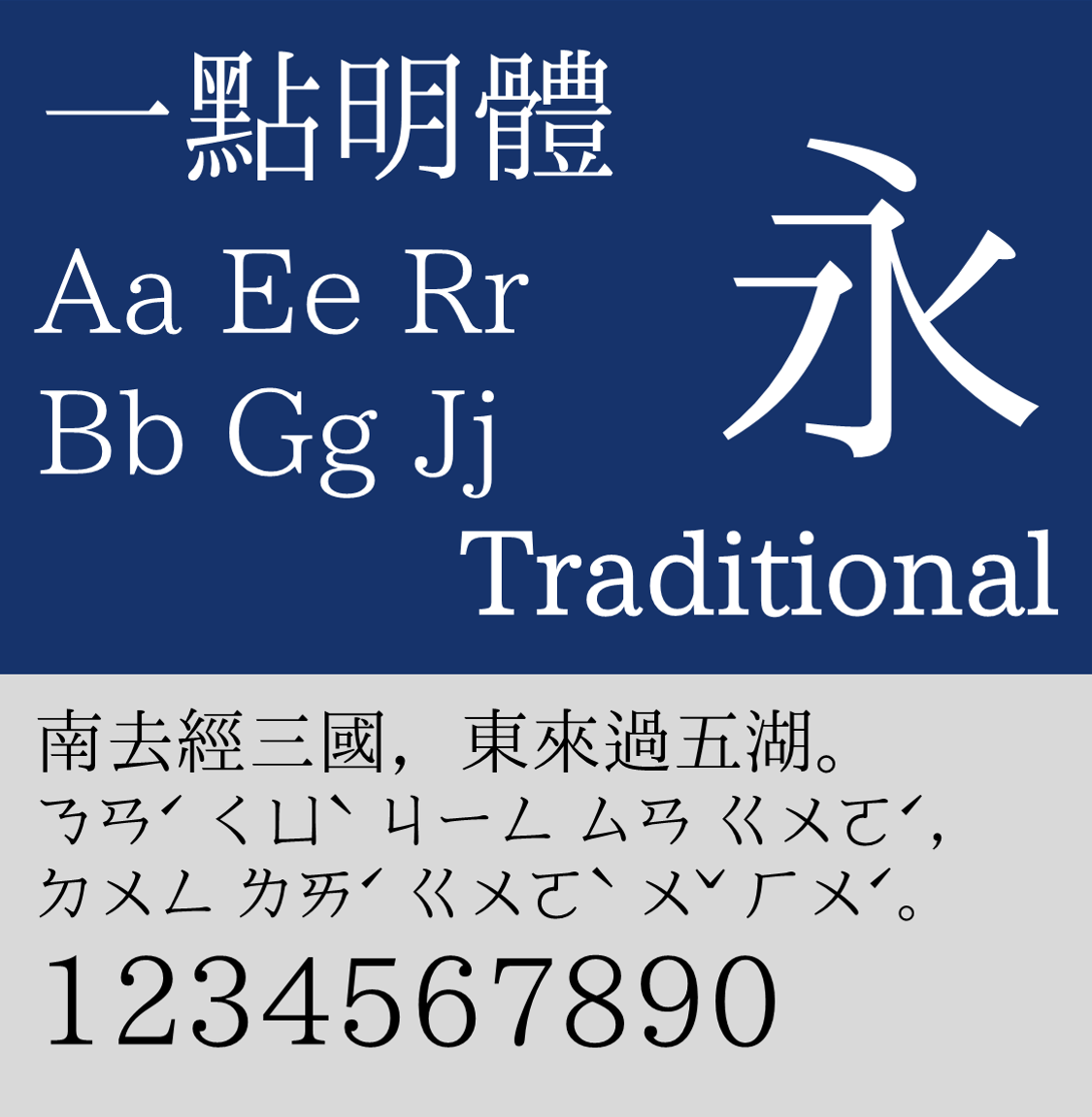
тип Мин
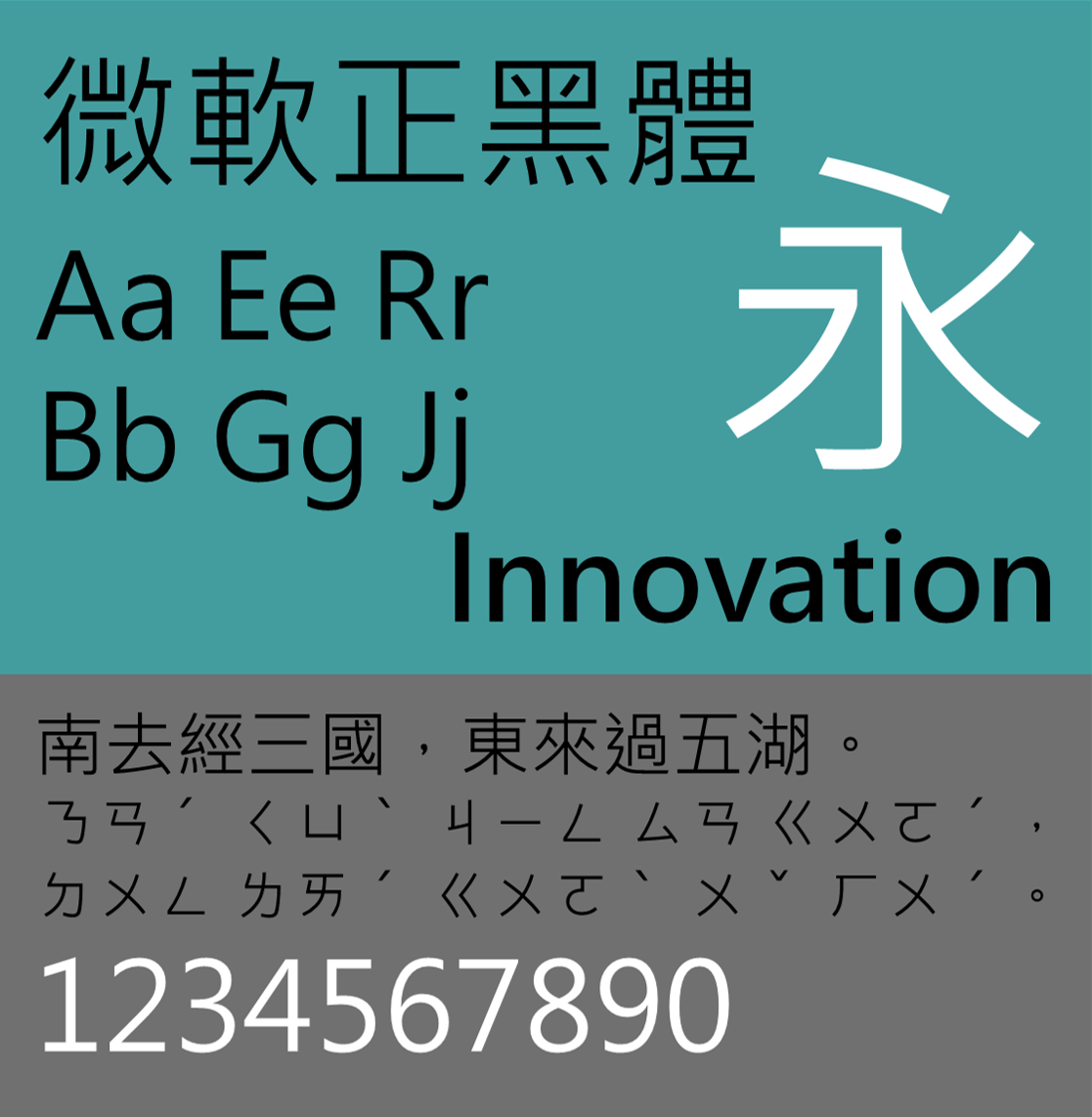
Готический тип

## Транскрибирование
Из-за разницы в чтениях иероглифов каждый язык, который им пользуется, при транскрипции нуждается в собственной системе.
Севернокитайский язык ныне транскрибируется латиницей в основном согласно системе пиньинь. Разработанная в конце XIX века система Уэйда — Джайлза также часто используется в некоторых контекстах. Для кириллической транскрипции мандаринского языка используется система Палладия. Кроме того, существует кириллический алфавит для дунганского языка.
Кантонский язык имеет две распространённые системы латинской транскрипции: ютпхин и йельскую систему. В то же время система транскрипции гонконгских топонимов основана на более старых транскрипциях XIX века.
Для миньских языков и языка хакка романизации создавались европейскими миссионерами в XIX веке. Так, для языка хокло существует романизация пэвэдзи (白話字 Pe̍h-ōe-jī), для хайнаньского языка — бэвэту (白話字 Bǽh-oe-tu), для восточноминьского — панважэй (平話字 Bàng-uâ-cê), для языка хинхва — павачи (平話字 Báⁿ-uā-ci̍), для хакка — пхакфасы (白話字 Pha̍k-fa-sṳ), и т. д.
Японский язык наряду с иероглифами пользуется слоговой азбукой кана. В годы японского владения Тайванем кана применялась для транскрибирования тайваньского хокло. Латинские транскрипции японского называют ромадзи — наиболее распространена система Хепбёрна. Среди русских транскрипций для японского наиболее распространена система Поливанова.
Корейский язык ныне пользуется преимущественно хангылем. Из латинских транскрипций наиболее распространены Новая романизация корейского языка (в Южной Корее) и романизация Маккьюна — Райшауэра (одна из её вариаций — в КНДР). В то же время многие корейцы для записи своих имён латиницей пользуются нестандартизированной ad hoc-транскрипцией. Для передачи корейского кириллицей используется система Концевича.
Полуслоговая система бопомофо была создана в 1910-х годах, ныне используется на Тайване. Она ориентируется на фонетику севернокитайского языка, однако в 1930 и 40-х создавались её расширения для других китайских языков (кантонского и хокло).
Среди других систем транскрипции примечательно так называемое «женское письмо» (нюйшу) — основанная на иероглифах слоговая письменность, использовавшаяся в уезде Цзянъюн провинции Хунань для записи одного из наньлинских местных языков.